# Jill Slattery
Gillian Jill Slattery (Sheffield, Reino Unido, 25 de mayo de 1945) es una nadadora retirada especializada en pruebas de estilo braza. Fue medalla de bronce en 200 metros braza durante el Campeonato Europeo de Natación de 1966.
Representó a Reino Unido en los Juegos Olímpicos de Tokio 1964 y México 1968.

## Palmarés internacional
| Campeonato Europeo de Natación | Campeonato Europeo de Natación | Campeonato Europeo de Natación | Campeonato Europeo de Natación |
| Año                            | Lugar                          | Medalla                        | Prueba                         |
| ------------------------------ | ------------------------------ | ------------------------------ | ------------------------------ |
| 1966                           | Utrecht ( Países Bajos)        | Medalla de bronce              | 200 m braza                    |